# Eugenia Romanelli
Eugenia Romanelli (Roma, 11 marzo 1972) è una scrittrice e giornalista italiana.

## Biografia
È figlia di Maria Cristina Marinelli, insegnante di filosofia, e dello storico Raffaele Romanelli. Si è laureata in Storia Contemporanea nel 1997 e, dopo la scuola di giornalismo dell'Università di Tor Vergata, nel 2000 è diventata giornalista professionista.
Nel 2001 ha pubblicato il suo primo romanzo, Trop Model, ispirato alla vita di Lorella Giulia Focardi. Segue nel 2002, Vladimir Luxuria. Una storia (Castelvecchi), biografia autorizzata di Vladimir Luxuria, prima parlamentare transgender eletta in Europa.
Nel 2009 è uscito il libro Con te accanto (Rizzoli), scritto a quattro mani con Paola Turci, in cui riecheggia l'incidente stradale di cui è rimasta vittima la cantante, cui è seguito nel 2011 il noir Vie di fuga (Dino Audino Editore). Nella sua recensione del libro su la Repubblica, Marco Lodoli ha scritto: “Quello che accomuna gli scrittori della generazione di Quentin Tarantino è il tentativo di rappresentare la nostra liquida realtà. Ci prova anche Eugenia Romanelli con il romanzo Vie di fuga”. Nel testo si affaccia per la prima volta il tema della bisessualità che tornerà nel romanzo erotico È scritto nel corpo (2013), con cui la casa editrice De Agostini inaugura il nuovo marchio di narrativa crossover BookMe,.
Nel 2015 è uscito per Castelvecchi La donna senza nome, romanzo che esplora la costruzione identitaria di una giovane donna nata all'interno di una coppia lesbica grazie alla fecondazione artificiale con il seme di un donatore anonimo. Melania Mazzucco ha considerato il romanzo il seguito del suo Sei come sei.
Nel 2019 Michela Murgia ha presentato al Salone Internazionale del Libro di Torino l'ultimo romanzo di Romanelli, Mia, pubblicato da Castelvecchi.
Nel febbraio 2020 è uscito il libro Il corpo della terra. La relazione negata. Da una visione egologica a una visione ecologica (Castelvecchi) curato con la psicoterapeuta Giusy Mantione.
Nel maggio 2023 esce Nata con noi (Giunti), primo libro italiano che racconta la storia di una famiglia omogenitoriale femminile: Melania Mazzucco firma la recensione in anteprima su Repubblica 

### Docenze
Tra il 2004 e il 2009 è stata docente a contratto di Scrittura creativa presso l'Università degli studi di Roma La Sapienza. Tra il 2010 e il 2015 è stata docente a contratto insieme a Giulio Anselmi di Teoria e tecniche del giornalismo presso l'Università LUISS Guido Carli. 
Tra il 2010 e il 2015 ha insegnato Comunicazione e new media presso l'Accademia d'Arte Drammatica Silvio D'Amico, corsi nei quali ha incanalato il lavoro di ricerca sul linguaggio della “rivoluzione digitale” cui ha dedicato la raccolta di saggi Tre Punto Zero curata per Dino Audino Editore (2011). Tra il 2015 e il 2018 ha insegnato Business Writing e Social Media Management alla Scuola di Scienze Aziendali di Firenze e Advanced Communication all'Università di Firenze (progetto NEMECH, New Media for Cultural Heritage). Dal 2016 organizza corsi di aggiornamento professionale alla Federazione Nazionale Stampa Italiana per l'Ordine dei Giornalisti del Lazio. 
Dirige il Master "Nuovi giornalismi e blogging" al Centro Sperimentale di Fotografia Adams, a Roma.

### Collaborazioni giornalistiche
Durante gli studi universitari ha iniziato una collaborazione con la rivista femminista Noi donne. Dal 2000 collabora con varie testate italiane, tra cui la Repubblica, L'Espresso, Il Messaggero, L'Unità, il Fatto Quotidiano, e con l'agenzia stampa ANSA. Nel 2003 dirige la rivista internazionale "Time Out" per l'Italia. Nel 2010 ha diretto l'inserto di cultura SmarTime di Il Fatto Quotidiano, poi trasformato in blog. Nel 2014 iha inaugurato su il Fatto Quotidiano il suo blog dedicato all'omogenitorialità e nel 2016, su L'Espresso, quello dedicato alle arti e alle culture underground e digitali intitolato "Borderline". Dal 2017 collabora con Vanity Fair.

## Vita privata
È stata unita civilmente da Monica Cirinnà con la giornalista di La Repubblica Rory Cappelli. La coppia ha una figlia.

## Opere

### Narrativa
- Nata con noi, Giunti editore, 2023, ISBN, 9788809976276
- Mia, Castelvecchi, Roma,  2019, ISBN 978-88-3282-634-0
- La donna senza nome, Castelvecchi, Roma, 2015, ISBN 88-7394-003-X
- È scritto nel corpo, De Agostini, Novara, 2013, ISBN 978-88-418-9685-3
- 2BX. Essere un'incognita, De Agostini, Novara, 2012, ISBN 978-88-418-7382-3
- Vie di fuga, Dino Audino Editore, Roma, 2011, ISBN 978-88-7527-199-2
- con Paola Turci, Con te accanto, Rizzoli, Milano, 2009, ISBN 978-88-17-02944-5
- La traversata di Emma Costa Rubens, Marotta, 2004, ISBN 88-7631-009-6
- Vladimir Luxuria. Una storia, Castelvecchi, Roma, 2002, ISBN 88-7394-003-X
- Trop Model, racconti, Borelli, 2001, ISBN 88-86721-39-0

### Saggi
- Marco Piazza e Eugenia Romanelli, Sfide da vincere, interviste, Giunti, Firenze, 2008, ISBN 978-88-09-06304-4